# Morten Juul Hansen
 Der er flere personer med dette navn, se Morten Hansen.
Morten Juul Hansen (født 16. marts 1977) er en dansk tidligere professionel fodboldspiller, der bl.a. spillede i Lyngby BK. Hans primære position på banen var i det centrale forsvar og sekundært på den defensive midtbane.

## Spillerkarriere
Morten Juul Hansen startede med at spille fodbold som 6-7 årig i Lyngby Boldklub i 1984 (året efter LB's første Danmarksmesterskab) og fik størstedelen af sin fodboldopdragelse her. Som drengespiller i starten af 1990'erne havde Juul Hansen blandt andet Lyngby Boldklubs nuværende bestyrelsesformand Martin Strouhal (pr. 1. marts 2006) som ungdomstræner. Kælenavnet "Gummi" refereres ofte til Juul Hansens springkraft og timing i forbindelse med hovedstødssituationer til trods for at han ikke er særlig høj, men er et kaldenavn allerede givet til forsvarsspilleren inden starten på fodboldkarrieren og som har fulgt ham sidenhen.
Som 2 års yngling i 1998 skiftede Juul Hansen til den nærliggende fodboldklub Gladsaxe-Hero Boldklub, hvor han efterfølgende fik sin seniordebut for klubbens bedste mandskab, på dette tidspunkt placeret i serie 1 under Sjællands Boldspil-Unions lokale rækker. Juul Hansen var således med på førsteholdet, der førte Søborg-klubben gennem Sjællandsserien og sikrede oprykningen til Danmarksserien i 1999-sæsonen.
Efter tre sæsoner (1998-2000) vendte defensiv-spilleren i 2001 tilbage til barndomsklubben og debuterede på Lyngby Boldklubs professionelle førstehold (på daværende tidspunkt under navnet Lyngby FC) i Superligaen – kort før den professionelle afdeling blev erklæret konkurs den 18. december 2001. Juul Hansen nåede at deltage i 16 Superliga-kampe (uden dog at score nogen mål, men derimod at blive krediteret for et enkelt selvmål), som fra og med 19. runde (ved udebanekampen på Århus Stadion mod AGF) udelukkende stillede op med amatørspillere fra klubbens reservehold i den niendebedste fodboldrække eftersom alle kontraktansatte spillere som følge af konkursen ikke måtte spille. Modsat hans kollegaer, valgte Juul Hansen imidlertid at blive ved klubben med status som amatørspiller og fulgte således den tvangsdegraderede nordsjællandske klub ned i den fjerdebedste række, Danmarksserien. I 2002 modtog Juul Hansen af fanklubben Blue Vikings prisen som Årets Spiller i Lyngby Boldklub på baggrund af hans indsats og loyalitet i tiden efter konkursen.
Det skulle tage Lyngby Boldklub og Morten Juul Hansen tre oprykninger (herunder to placeringer med 1. plads til følge) op gennem fodboldrækkerne i løbet af fem sæsoner før man på ny kvalificerede sig til landets bedste række. I denne periode var Morten Juul Hansen i en stor del af tiden førsteholdets anfører. Juul Hansen opnåede samtidig at blive den eneste i førsteholdstruppen, der spillede uafbrudt på førsteholdet siden konkursen i 2001 og oplevede således nedturen til Danmarksserien og tilbage igen. Dog fik Morten Juul Hansen, i enighed med klubben, ophævet sin deltidskontrakt med øjeblikkelig virkning den 12. juli 2007 til trods for at denne oprindeligt løb frem til den 31. december 2008 efter en kontraktforlængelse året forinden. Den officielle begrundelse kort tid efter den kontraktmæssige fritstilling lød på at oprykningen til Superligaen den kommende sæson stillede højere krav med hensyn til træningstider, hvilket Juul Hansen med sit fuldtidsjob og familieliv ikke kunne få til at harmonere sammen. Sammen med kollegaen Stefan Campagnolo, som skiftede til Fremad Amager den 10. juli 2007, var man de eneste spillere i LB's trup med arbejde ved af fodbolden.
Samme aften som opsigelsen skrev Juul Hansen derfor, som transferfri, under på en toårig spillerkontrakt med 2. divisionsklubben Fremad Amager (netop nedrykket fra 1. division i den forgangne sæson). Juul Hansen debuterede for amagerkanerne den 4. august 2007 på udebane i Sundby Idrætspark i sæsonpremieren mod lokalrivalerne B 1908, hvor han ligeledes scorede sejrsmålet til 2-1 i anden halvleg. Efter klubskiftet besluttede Juul Hansen sig for fuldstændigt at hellige sig fodboldkarrieren og opsagde dermed sin civile stilling som kontorassistent i Codan Forsikring.
Han spillede herefter i Helsingør og sluttede karrieren i GVI.

## Titler/hæder

### Klub
- Lyngby Boldklub:
  - Vinder af Danmarksserien 2002/03
  - Vinder af 1. division 2006/07

## Fodnoter og referencer
1. 1 2  "Gummi stopper i Lyngby". bold.dk. 12. juli 2007. Hentet 1. november 2007.
2. 1 2  "Morten Juul Hansen". lyngby-boldklub.dk. 16. december 2006. Hentet 1. november 2007.{{cite news}}:  CS1-vedligeholdelse: url-status (link)
3. ↑  Flemming Nielsen (28. marts 2006). "Bliv her i vort kvarter". Lokalavisen Det Grønne Område. Arkiveret fra originalen 20. februar 2021. Hentet 1. november 2007.
4. ↑  Per Rasmussen (3. oktober 2006). "En rigtig Lyngbydreng". Lokalavisen Det Grønne Område. Arkiveret fra originalen 20. februar 2021. Hentet 1. november 2007.
5. ↑  "142 superliga-spillere i Lyngby". lyngby-boldklub.dk. 7. marts 2006. Hentet 1. november 2007.{{cite news}}:  CS1-vedligeholdelse: url-status (link)
6. ↑  "'Gummi' har taget hele turen med Lyngby". Nyhedsavisen. 10. juni 2007. Hentet 1. november 2007.
7. ↑  "Morten Juul Hansen". lyngbymedia.dk. Arkiveret fra originalen 5. marts 2016. Hentet 30. marts 2008.
8. 1 2  Per Rasmussen (20. juli 2007). "Gummi er meget skuffet". Lokalavisen Det Grønne Område. Hentet 1. november 2007. (Webside ikke længere tilgængelig)
9. 1 2  "Fremad Amager henter Gummi". bold.dk. 12. juli 2007. Hentet 1. november 2007.
10. ↑  Hans-Henrik Hare (12. juli 2007). "Lyngby fortsætter uden Gummi". Ekstra Bladet. Hentet 1. november 2007.{{cite news}}:  CS1-vedligeholdelse: url-status (link)
11. ↑  "Lyngby: Ikke plads til deltidsspillere". bold.dk. 7. juli 2007. Hentet 1. november 2007.
12. ↑  "Pressemeddelelse 12-07-07". Fremad Amager A/S. 12. juli 2007. Arkiveret fra originalen 11. december 2007. Hentet 30. marts 2008.
13. ↑  JP (6. august 2007). "Fremad Amager vandt 2-1 over B1908". Fremad Amager A/S. Arkiveret fra originalen 16. december 2007. Hentet 30. marts 2007.

## Ekstern kilde/henvisning
- Morten Juul Hansens spillerprofil på Transfermarkt (engelsk)
- Morten Juul Hansens profil hos FootballDatabase.eu (engelsk)
- Spillerprofil på fca.dk Arkiveret 11. november 2007 hos  Wayback Machine